# Druk (película de 2020)
Druk, conocida internacionalmente como Another Round en inglés, y en la mayoría de los países hispanoparlantes como Otra ronda y en México como Una ronda más, es una película dramática danesa de 2020, dirigida por Thomas Vinterberg, a partir de un guion de Vinterberg y Tobias Lindholm. Está protagonizada por Mads Mikkelsen, Thomas Bo Larsen, Magnus Millang y Lars Ranthe. El tema principal de la película es "What a Life" de Scarlet Pleasure. 
Su estreno mundial fue en el Festival Internacional de Cine de Toronto el 12 de septiembre de 2020, siendo estrenada en Dinamarca el 24 de septiembre por Nordisk Film, y exhibiéndose en el Adelaide Film Festival en octubre del mismo año. Fue la película ganadora en la categoría de mejor película internacional en la 93.ª edición de los Premios Óscar.

## Argumento
Los profesores Nikolaj, Martin, Peter y Tommy son colegas y amigos en un colegio en Copenhague. Los cuatro luchan con estudiantes desmotivados y sienten que sus vidas se han vuelto aburridas y rancias. En una cena para celebrar el 40.º cumpleaños de Nikolaj, el grupo comienza a discutir sobre el psiquiatra Finn Skårderud, quien ha teorizado que tener un contenido de alcohol en sangre (BAC) de 0.05 te hace más creativo y relajado. Mientras el grupo descarta la teoría, Martin, que está deprimido debido a problemas en su matrimonio, se inspira y comienza a beber en el trabajo. El resto del grupo finalmente decide unirse a él, considerando la terrible experiencia como un experimento para probar la teoría de Skårderud. Acuerdan un conjunto de reglas: su BAC nunca debe estar por debajo de 0.05 y que no deben beber después de las 8:00 pm.
En un corto período de tiempo, los cuatro miembros del grupo encuentran más agradables tanto su trabajo como su vida privada. Martin, en particular, está encantado cuando finalmente logra reconectarse con su esposa e hijos. Al estar de acuerdo en que el experimento debe llevarse más lejos, el grupo aumenta el límite diario de BAC a 0,10. Aún encontrando que sus vidas han mejorado, el grupo decide intentar beber en exceso para observar cómo responden sus cuerpos y mentes. El grupo tiene una noche divertida, pero después de llegar a casa borrachos, tanto Martin como Nikolaj son recriminados por sus familias. La familia de Martin expresa su preocupación de que esté cayendo en el alcoholismo, revelando que ha estado visiblemente borracho durante semanas. Después de una acalorada discusión durante la cual la esposa de Martin admite su infidelidad, Martin la abandona. El grupo abandona el experimento.
Meses después, todos los miembros del grupo han dejado de beber durante el día a excepción de Tommy, que se ha vuelto alcohólico. Unos días después de llegar borracho al trabajo, Tommy aborda su bote con su perro y navega hacia el océano y muere. Se presume que su perro es rescatado. Los tres miembros restantes del grupo salen a cenar después del funeral de Tommy y parecen reacios a beber el alcohol que se sirve. Mientras cenan, Martin recibe un mensaje de su esposa que le dice que está dispuesta a darle una nueva oportunidad a su matrimonio mientras los estudiantes recién graduados pasan por allí. Martin, Peter y Nikolaj se unen a ellos para celebrar y beber en el puerto. Martin, un ex bailarín de ballet de jazz, baila con el resto de los asistentes a la fiesta, a lo que se había negado hasta este punto de la película a pesar de la insistencia reiterada de sus colegas.

## Reparto
- Mads Mikkelsen como Martin
- Thomas Bo Larsen como Tommy
- Lars Ranthe como Peter
- Magnus Millang como Nikolaj
- Maria Bonnevie como Trine
- Susse Wold como Rektor

## Producción
La película se basó en una obra de teatro que Vinterberg había escrito mientras trabajaba en Burgtheater (Viena). La inspiración adicional provino de la propia hija de Vinterberg (Ida), quien había contado historias sobre la cultura de la bebida en la juventud danesa. Ida había presionado originalmente a Vinterberg para que adoptara la obra en una película, ella además sería quién interpretaría  a la hija de Martin (Mads Mikkelsen). La historia fue originalmente "Una celebración del alcohol basada en la tesis de que la historia mundial habría sido diferente sin el alcohol". Sin embargo, cuatro días después de la filmación, Ida murió en un accidente automovilístico. Después de la tragedia, el guion fue reelaborado para volverse más vivo afirmando "No debería tratarse solo de beber. Se trataba de despertar a la vida", afirmó Vinterberg. Tobias Lindholm se desempeñó como director la semana siguiente al accidente. La película estaba dedicada a ella y fue filmada parcialmente en su salón de clases con sus compañeros.
Durante la producción, los cuatro actores principales y Vinterberg se reunían para beber lo suficiente como para dejar ir la vergüenza uno frente al otro. También verían a personas borrachas en YouTube para comprender mejor cómo actuarían las personas completamente ebrias.

## Estreno
Se tenía previsto que tuviera su estreno mundial en el Festival Internacional de Cine de Cannes de 2020, antes de su cancelación debido a restricciones gubernamentales basadas en la pandemia de COVID-19 Posteriormente se estrenó en el Festival Internacional de Cine de Toronto. También se proyectó en el Festival Internacional de Cine de San Sebastián, donde compitió por la Concha de Oro y abrió el Film Fest Gent de 2020 en Bélgica.
Se estrenó en Dinamarca el 24 de septiembre de 2020 por Nordisk Film. En septiembre de 2020 Samuel Goldwyn Films adquirió los derechos de distribución de la película en Estados Unidos.

## Recepción

### Recepción crítica
"Another Round" tiene un índice de aprobación del 93% en el sitio web del agregador de reseñas Rotten Tomatoes, basado en 205 reseñas, con una promedio ponderado de 7.9/10. El consenso crítico del sitio web dice: "Tome una parte de la tragicomedia hábilmente dirigida, agregue una pizca de Mads Mikkelsen en forma vintage, y tendrá otra ronda: una mirada embriagadora a las crisis de la mediana edad". En Metacritic la cinta tiene una calificación de 72 sobre 100, basada en 8 críticas, lo que indica "críticas generalmente favorables".

### Premios
| Premios                                                  | Fecha de ceremonia       | Categoría                                         | Nominado(s)                                                   | Resultado | Ref    |
| -------------------------------------------------------- | ------------------------ | ------------------------------------------------- | ------------------------------------------------------------- | --------- | ------ |
| BFI London Film Festival                                 | 18 de octubre de 2020    | Mejor película                                    |                                                               | Ganador   | [ 18 ] |
| European Film Awards                                     | 12 de diciembre de 2020  | Best Film                                         |                                                               | Ganador   | [ 19 ] |
| European Film Awards                                     | 12 de diciembre de 2020  | Best Director                                     | Thomas Vinterberg                                             | Ganador   | [ 19 ] |
| European Film Awards                                     | 12 de diciembre de 2020  | Best Screenwriter                                 | Thomas Vinterberg, Tobias Lindholm                            | Ganador   | [ 19 ] |
| European Film Awards                                     | 12 de diciembre de 2020  | Best Actor                                        | Mads Mikkelsen                                                | Ganador   | [ 19 ] |
| European Film Awards                                     | 12 de diciembre de 2020  | University Award                                  |                                                               | Nominado  | [ 19 ] |
| Festival Internacional de Cine de San Sebastián          | 26 de septiembre de 2020 | Concha de Plata al mejor actor                    | Mads Mikkelsen, Thomas Bo Larsen, Magnus Millang, Lars Ranthe | Ganador   | [ 20 ] |
| Festival Internacional de Cine de San Sebastián          | 26 de septiembre de 2020 | Premio Feroz Zinemaldia                           |                                                               | Ganador   | [ 21 ] |
| Festival Internacional de Cine de San Sebastián          | 26 de septiembre de 2020 | SIGNIS Award                                      | Thomas Vinterberg                                             | Ganador   | [ 22 ] |
| Festival Internacional de Cine de San Sebastián          | 26 de septiembre de 2020 | Concha de Plata a la mejor dirección              | Thomas Vinterberg                                             | Nominado  |        |
| Film Fest Gent                                           | 24 de octubre de 2020    | Canvas Audience Award                             |                                                               | Ganador   | [ 23 ] |
| 93° Premios Óscar                                        | 25 de abril de 2021      | Mejor director                                    | Thomas Vinterberg                                             | Nominado  |        |
| 93° Premios Óscar                                        | 25 de abril de 2021      | Mejor película extranjera                         |                                                               | Ganador   |        |
| 77.ª Medallas del Círculo de Escritores Cinematográficos | 9 de febrero de 2022     | Mejor película extranjera                         |                                                               | Ganador   | [ 24 ] |
| 66.ª edición de los Premios Sant Jordi                   | 26 de abril de 2022      | Rosa de Sant Jordi a la mejor película extranjera |                                                               | Ganador   | [ 25 ] |